# Баба-яга (сказка)
Ба́ба-яга́ (ска́зка) — русская народная сказка.

## Сюжет
Мачеха посылает нелюбимую ею падчерицу к своей сестре Бабе-Яге, будто бы за иглой и ниткой (на самом деле это был условный знак, по которому Баба-Яга узнавала, что сестра прислала ей очередную жертву на съедение). В доме Яги падчерицу ждали многочисленные препятствия: кот пытался выцарапать ей глаза; собаки, ворота и берёза не выпускали из дома. Баба-Яга велела девушке работать (ткать), позвала служанку и приказала топить для гостьи баню, а потом бросить в печь. По совету, который ей подала родная тётушка, падчерица подкупила слуг Бабы-Яги подарками (подарила служанке платок, дала коту мяса, перевязала берёзу красной лентой и т.п.), и они за это помогли ей убежать. Девушка обратилась за помощью к отцу, и тот наказал (по другим версиям, убил) злую мачеху.
Эта сказка — классический вариант «страшной сказки»; атмосфера страха нагнетается постепенно, начиная с перечисления угрожающих героине опасностей в речи тётки («будет берёзка в глаза стегать… собаки будут рвать… тебе кот будет глаза драть»). В ней присутствует мотив «чудесного бегства», являющийся одним из наиболее распространённых сказочных сюжетов в мировом фольклоре (Яга грызёт деревья, встающие у неё на пути, выпивает целое озеро, и т. п). 
В противоположность «страшному» сюжету, концовка сказки является в значительной мере более благополучной.

## Близкие сюжеты
Мотив, когда герой подкупает слуг ведьмы, угрожающих ему, встречается также в итальянской сказке «Любовь к трём апельсинам». Похожий сюжет среди русских народных сказок — «Гуси-лебеди» (встреча девушки с Бабой-Ягой и бегство от неё).